# تشارلز ايفانز ويتاكر
تشارلز ايفانز ويتاكر (بالإنجليزية: Charles Evans Whittaker)‏ (و. 1901 – 1973 م) هو محام، وقاض، وكاتب سيناريو من الولايات المتحدة الأمريكية ولد في كانساس.
وهو عضو في الحزب الجمهوري .